# Aleksandr Pawieljew
Aleksandr Siemionowicz Pawieljew (ros. Алекса́ндр Семёнович Паве́льев; ur. 1 czerwca 1905 w Niżnym Nowogrodzie, zm. 1 marca 1970 w Moskwie) – radziecki inżynier chemik, polityk, p.o. ministra kontroli państwowej ZSRR (1953).
Początkowo był kurierem i pracownikiem transportu wodnego, a 1923-1930 studiował w Gorkowskim Instytucie Przemysłowym, po ukończeniu studiów został inżynierem chemikiem i pracował w fabryce chemicznej w Iżewsku. Od sierpnia 1939 członek WKP(b). Od maja 1941 starszy kontroler ludowego komisariatu kontroli państwowej ZSRR, a od kwietnia 1942 ludowego komisariatu uzbrojenia. Od listopada 1942 główny kontroler ludowego komisariatu kontroli państwowej, od sierpnia 1943 członek Kolegium tego komisariatu, od listopada 1946 zastępca ministra, a od marca 1953 do grudnia 1955 I zastępca ministra kontroli państwowej ZSRR, w tym od 23 maja do 16 grudnia 1953 p.o. ministra kontroli państwowej ZSRR. Później zajmował odpowiedzialne stanowiska w Państwowym Komitecie Planowania Gospodarczego ZSRR. Pochowany na cmentarzu Nowodziewiczym.

## Odznaczenia
- Order Czerwonego Sztandaru Pracy
- Order Czerwonej Gwiazdy (dwukrotnie)
- Order Znak Honoru (dwukrotnie)